# 宋振業
宋振業（1648年—1716年），字嘉芑，號靜遠，江南蘇州府長洲縣人，清朝武官。宋基業及宋聚業長兄，宋巨源及宋清源曾祖父。

## 生平
宋振業來自蘇州長洲宋氏家族。祖父宋學程（字幼淳，號住淳，1598-1661）為宋學朱弟，吳縣庠生；父宋世瀧（原名德寀，字文森，號城南，1630-1702）為崑山附貢生。母為陸象閏曾孫女、陸在乾女（1629-1702）。
宋振業為宋世瀧長子，由徐元文建議從武，為長洲武庠生，康熙十一年（1672年）壬子科江南鄉試武舉人，十五年（1676年）丙辰科二甲第一名武進士。選二等侍衛，因家中諸弟尚幼，需其奉養父母而歸鄉。三十二年（1693年）復任京口右營守備，三十八年（1699年）升游擊，四十四年（1705年）改貴州銅仁協左營游擊，四十八年（1709年）調貴陽城守營游擊，五十五年（1716年）夏卒於官，誥贈昭勇將軍。以孫宋厚官贈通奉大夫。

## 家庭
夫人為樂永貞女。有四子：長子宋敏行、次子宋敦行、三子宋譽及四子宋啟。還有二女：長女嫁州同倪徵行；次女嫁長洲庠生陳景曾。